# 무주 안국사 목조아미타삼존불상
무주 안국사 목조아미타삼존불상(茂朱 安國寺 木造阿彌陀三尊佛像)은 대한민국 전북특별자치도 무주군 안국사에 있는 불상이다. 2003년 12월 26일 전라북도의 유형문화재 제201호로 지정되었다.

## 개요
안국사 극락전내에 아미타여래좌상을 중심으로 관음보살과 세지보살이 협시하고 있는 상태이다.
아미타여래좌상은 목이 짧고 움츠린 듯한 어깨에 허리가 약간 구부정한 자세를 취하고 있으며, 턱이 짧아지고 각이 져 딱딱해 보이는 얼굴은 눈을 가늘게 뜨고 입꼬리를 살짝 치켜올려 엷은 미소가 번져나는 듯 하다. 오똑한 코에 목에는 삼도가 뚜렷하며 법의는 통견의로서 왼쪽 팔로부터 흘러내린 소매자락은 대퇴부 쪽에서 발가락을 덮고 있다. 자연스러운 옷주름과 사실적 표현의 손으로 인하여 전체적인 분위기는 원만하며 높이 67cm, 무릎폭 43.5cm, 어깨폭 30cm 내외이다.
좌협시인 관음보살상은 옷주름이 본존불에서와 마찬가지로 자연스럽게 처리되었으며, 손 역시 사실감이 돋보인다. 머리는 관을 쓸 수 있도록 턱을 두어 짧은 상투처럼 머리를 묶어 올렸으며, 보관 아래쪽으로만 머리칼을 표현하였는데 귓바퀴를 한 번 감아내려 어깨 위로 흘러 내리게 하였다. 높이 63cm, 무릎폭 35.5cm, 어깨폭 26cm 내외이다.
우협시인 세지보살상은 손모양이 관음보살상과 대칭적이고 불의형(佛衣形) 법의를 착용하였으며, 턱이 보다 납작해지고 허리가 좀 더 구부정한 것만 다를 뿐 얼굴 형태 및 표정, 사실적인 손, 자연스러운 옷주름 등 조각 양식의 세부 특징이 관음보살상과 거의 유사함을 알 수 있다. 높이 61cm, 무릎폭 36.5cm, 어깨폭 24cm 정도이다.
불상조성기가 발견되지 않아 정확한 조성연대는 알 수 없지만 약간 구부정한 자세에 굵고 짧아진 목, 납작해진 턱과 각진 얼굴, 오뚝한 코와 근엄하면서도 엷은 미소를 보이는 얼굴표정, 자연스럽게 처리된 옷주름, 사실적 표현의 손 등 17세기 불상양식을 보이고 있다.

## 참고 자료
- 안국사목조아미타삼존불상 - 국가유산청 국가유산포털